# 煤氣鎮
煤氣鎮是加拿大卑詩省溫哥華市内一個地區，位於市中心東北角，在市政府的振興市中心東端計劃中也被當成該區的一部份。煤氣鎮是溫哥華開埠時最早開發的社區，當時以布勒內灣海旁（填海後現時是水街和加拿大太平洋鐵路路軌所在）、哥倫比亞街、喜士定街和甘比街為界。

## 歷史
喜士定木廠於1867年在布勒内灣南岸開業，是現溫哥華所在的首座非原住民建築。來自英格蘭的傑克·戴頓於同年在木廠外圍開設一間酒吧；往後年間一個小社區圍繞著酒吧而成形，並以戴頓的外號（意即「囉嗦的傑克」）命名為，後來再縮短成。卑詩殖民地政府於1870年3月1日將該區正式劃為鎮址，並將之命名為「加蘭護」（Granville）以紀念時任英國殖民地大臣加蘭護伯爵，但民眾普遍仍將該處稱為。煤氣鎮於1873年有75名居民，到1875年區内有十座樓房，當中四座專注出售酒精飲品。
包括煤氣鎮在内的固蘭湖鎮址後於1886年4月6日正式設為溫哥華市，同年6月13日發生溫哥華大火，區内僅存兩座建築物。煤氣鎮其後迅速重建，到1920年代一直穩步發展。然而，經濟大蕭條期間區内環境每況愈下，到1960年代該區更是滿目瘡痍。
溫哥華市政府於1950年代開始研究於市内興建高速公路網，市議會並於1967年宣佈具體計劃，當中來回8綫行車的南北向公路將取代卡路街的走綫貫穿煤氣鎮。為了落實此計劃，當局需於煤氣鎮、華埠和士達孔拿區一帶清拆多座建築物，令該帶面目全非。該三區的居民和商戶於是聯手反抗公路計劃，並獲其它團體（如溫哥華貿易局）聲援，遂於1968年逼使市政府放棄計劃。此舉不但成功挽救該帶的社區，更改變了溫哥華的城市規劃模式，為溫哥華日後的公共交通發展和市中心高密度化奠下基礎。
煤氣鎮逃過清拆命運後，省政府於1971年將之列為歷史城區。商戶和居民連同市議會和市政府部門於1970年代在區内進行美化，將舊建築復修至原貌，在街道上鋪設鵝卵石，並於甘比街夾水街之處（即固蘭湖鎮址西界）設立一個蒸汽鐘，成為該區的標誌。該區遂發展成溫哥華的主要觀光景點之一，更於2009年被列入加拿大國家史蹟。

### 備註

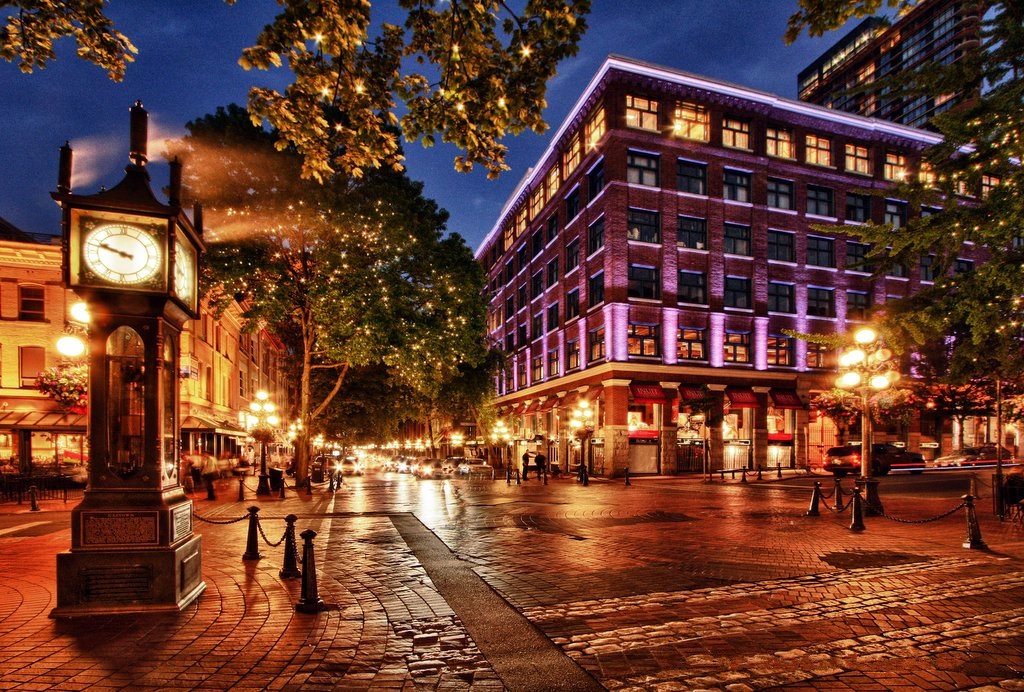
煤氣鎮蒸汽鐘

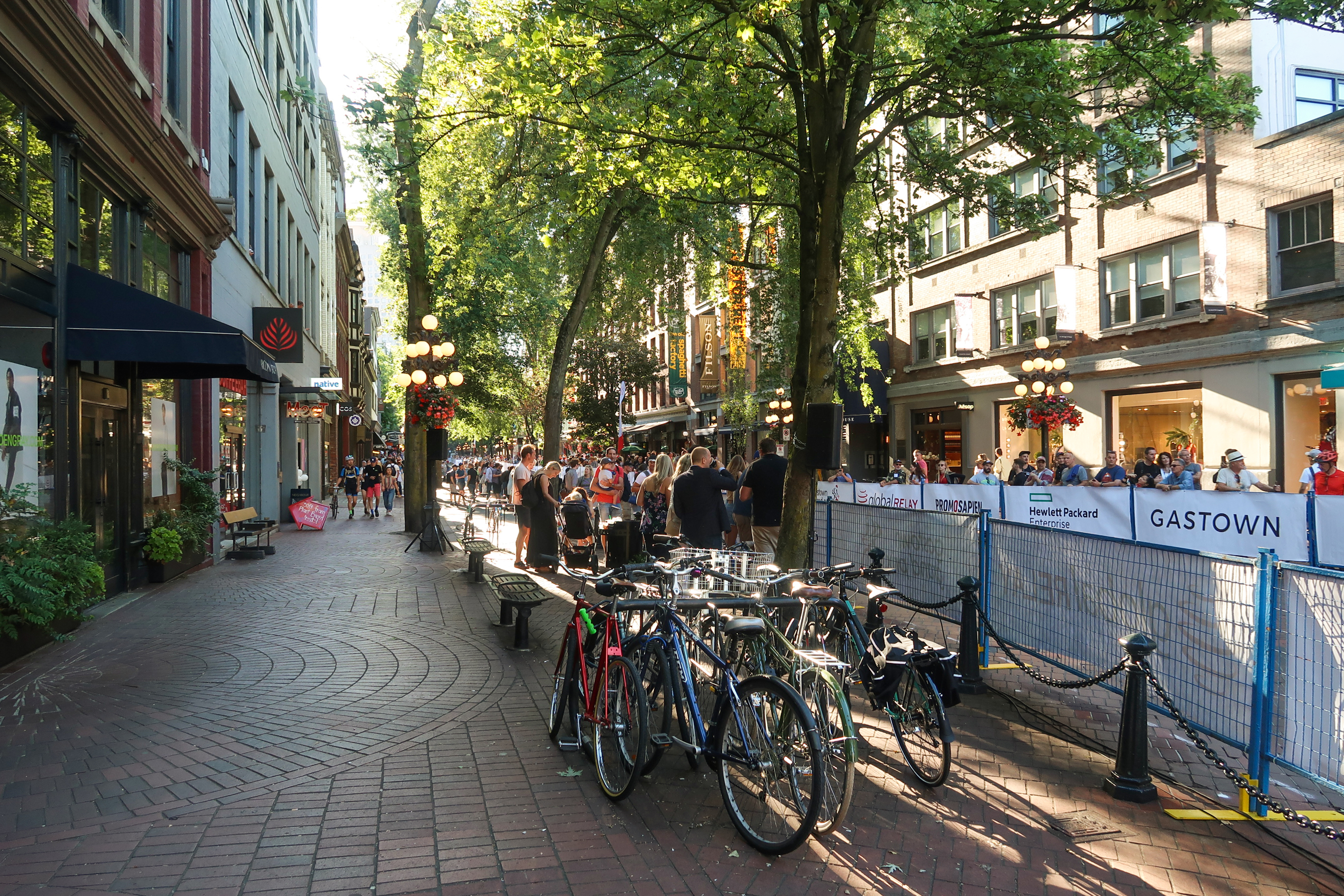
水街

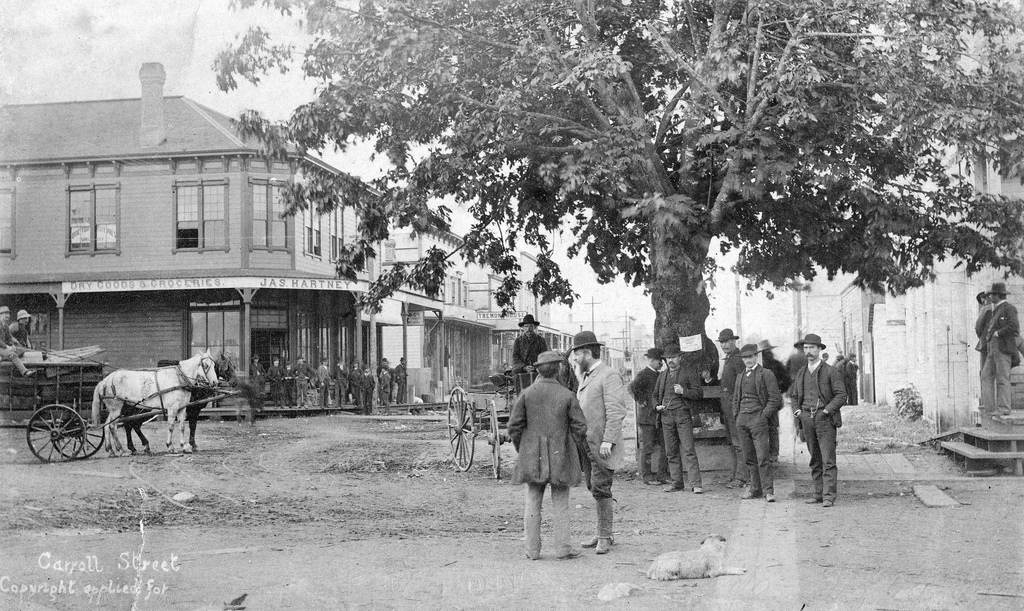
卡路街與水街交界處（攝於1886年）

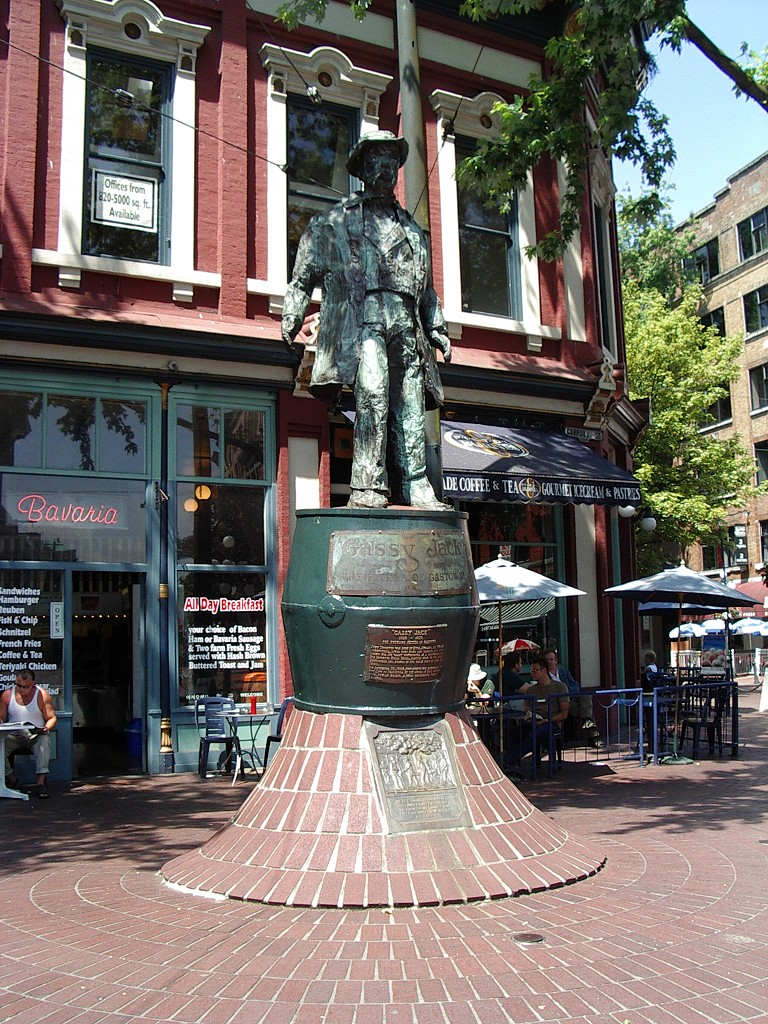
傑克·戴頓塑像

1. ↑  溫哥華市政府的官方中文文件中以「煤氣鎮」作為「Gastown」的中文譯名，本文遂以此為準。又譯蓋斯鎮。

## 外部連結
- Official Gastown Community Website （页面存档备份，存于）

### 歷史圖像
- 1884年（即加拿大太平洋鐵路宣佈將西岸總站設於溫哥華之前）煤氣鎮沿岸一景
- 1886年煤氣鎮沿岸一景
- 從亞歷山大街向西望煤氣鎮一景（約攝於1911年）
- 煤氣鎮水街一景（約攝於1890年）
- 1887年水街向東望一景
- 1890年歌杜華街自治領日（現稱加拿大日）慶祝活動一景
- 歌杜華街一景（約攝於1900年）

49°17′05″N 123°06′39″W / 49.284688°N 123.110953°W